# پاول بوبک
پاول بوبک (چکی: Pavel Bobek; ۱۶ سپتامبر ۱۹۳۷ – ۲۰ نوامبر ۲۰۱۳) خواننده اهل کشور جمهوری چک بود. وی بین سال‌های ۱۹۶۴ تا ۲۰۱۳ میلادی فعالیت می‌کرد.